# Эйр Казахстан
ЗАО «Эйр Казахстан» — бывшая казахстанская авиакомпания.
Правопреемник казахского управления авиации «Аэрофлота». Признана банкротом в 2004 году.

## История
Авиакомпания Air Kazakhstan была основана в 1944 году как Казахское УГА «Аэрофлота»
ЗАО «Эйр Казахстан» создано постановлением Правительства Республики Казахстан от 20 августа 1996 года № 1030 «О мерах по экономической стабилизации гражданской авиации Республики Казахстан»
12 ноября 1996 — вблизи аэропорта Charki Dadri (Дели) в воздухе столкнулись Boeing 747 авиакомпании Saudi Arabian Airlines и грузовой Ил-76 авиакомпании Эйр Казахстан. Погибли 312 человек в Боинге и 37 в ИЛ.
Уставный капитал общества был образован путём передачи части государственного имущества, ранее находившегося на правах пользования у НААК «Казахстан Ауе Жолы». Однако долги «Казахстан Ауе Жолы», а также обязательства этой компании по выплате социальных пособий своим сотрудникам не были переданы ЗАО «Эйр Казахстан». А это 83 летчиков-инвалидов и лиц, потерявших кормильца и задолженность в размере 163 миллионов тенге.
В 1999 году членами правления ЗАО «Эйр Казахстан» являлись Крининчанский Александр и Утежанова Забига. Постановлением Правительства РК Криничанский и Утежанова были направлены в «Эйр Казахстан» для вывода компании из кризиса. На тот момент, счета компании были арестованы, заработная плата работникам не выплачивалась авиакомпании в течение 6 месяцев.
В 2000 году ЗАО «Эйр Казахстан» оказалось на грани банкротства.
В декабре 2000 года на пост президента «Эйр Казахстан» заступает бизнесмен, бывший министр транспорта и коммуникаций Еркин Калиев.
В 2001 году Агентство РК по статистике публикует отчет, согласно которому из-за кризиса в «Эйр Казахстан» объём авиаперевозок в республике сокращается на 15,6 %.
К 2002 году в компании остается всего 11 рабочих лайнеров из 37.
13 сентября 2002 ОАО «Авиакомпания „Иртыш-Авиа“» (15 самолетов «Як-40», «Як-42» и «Ан-2») присоединили к ЗАО «Эйр Казахстан» на основании постановления Правительства РК от 13.09.2002 года № 1004. А также — 2 самолета Airbus A310 и городской аэровокзал Алма-Аты.
18 сентября 2002 принято решение о выкупе 50 % акций у ОАО «Казкоммерцбанк» за $15 млн и таким образом сосредоточении 100 % акций в руках государства. Размер задолженности, которая сложилась перед банком с 1997 года, составлял $33 млн. Дополнительно правительство списало с компании штрафы и пени, предоставило пять лет отсрочки по долгам.
В 2003 году правлением «Эйр Казахстан» «без санкции совета директоров» были привлечены кредиты на сумму более $7 млн под залог ряд воздушных судов, а также здание аэропорта Алма-Аты.
9 апреля 2003 года — Ураз Джандосов назначен председателем совета директоров государственного ЗАО «Эйр Казахстан». В состав советов директоров «Эйр Казахстан» включены Батырхан Исаев (вице-министр экономики и бюджетного планирования), Нурлан Нигматулин (вице-министр транспорта и коммуникаций), Геннадий Комаров (зампредседателя комитета госимущества и приватизации министерства финансов), Серик Нугербеков (директор департамента финансового регулирования Минтранскома) и Еркин Калиев — президент «Эйр Казахстан». Однако через несколько дней Джандосов объявил о том, что он не может занять эту должность потому как руководитель Air Kazakhstan Еркин Калиев является его родственником.
В ноябре 2003 года, комитетом гражданской авиации Минтранскома «были приостановлены сертификаты летной годности» ряда самолетов авиакомпании.
На 1 января 2004 года, обязательства «Эйр Казахстан» составили 7 млрд. 882 млн тенге (текущий 139/$1), из них кредиторская задолженность перед резидентами — 6 млрд. 388 млн тенге, перед нерезидентами — 1 млрд. 544 млн тенге. Активы компании на эту дату составили 5 млрд. 474 млн тенге, в том числе основные средства — 4 млрд. 471 млн тенге.
17 февраля 2004 года руководство «Эйр Казахстан» в официальном письме Минтранскому сообщило о добровольной передаче внутренних рейсов авиакомпаниям «SCAT», «Atyrau Airways» и «Саяхат».
29 февраля 2004 года был выполнен последний рейс компании — это был полёт по маршруту Ганновер — Алма-Ата.
На 2004 год задолженность «Эйр Казахстан» перед кредиторами составляла порядка 60 миллионов долларов. На неё работало 2 тысяч специалистов.

## Финансы
В 2000 году Компания имела валовой убыток 1,5 млн тенге.
В 2001 году — чистый доход в размере 1 102,5 млн тенге.

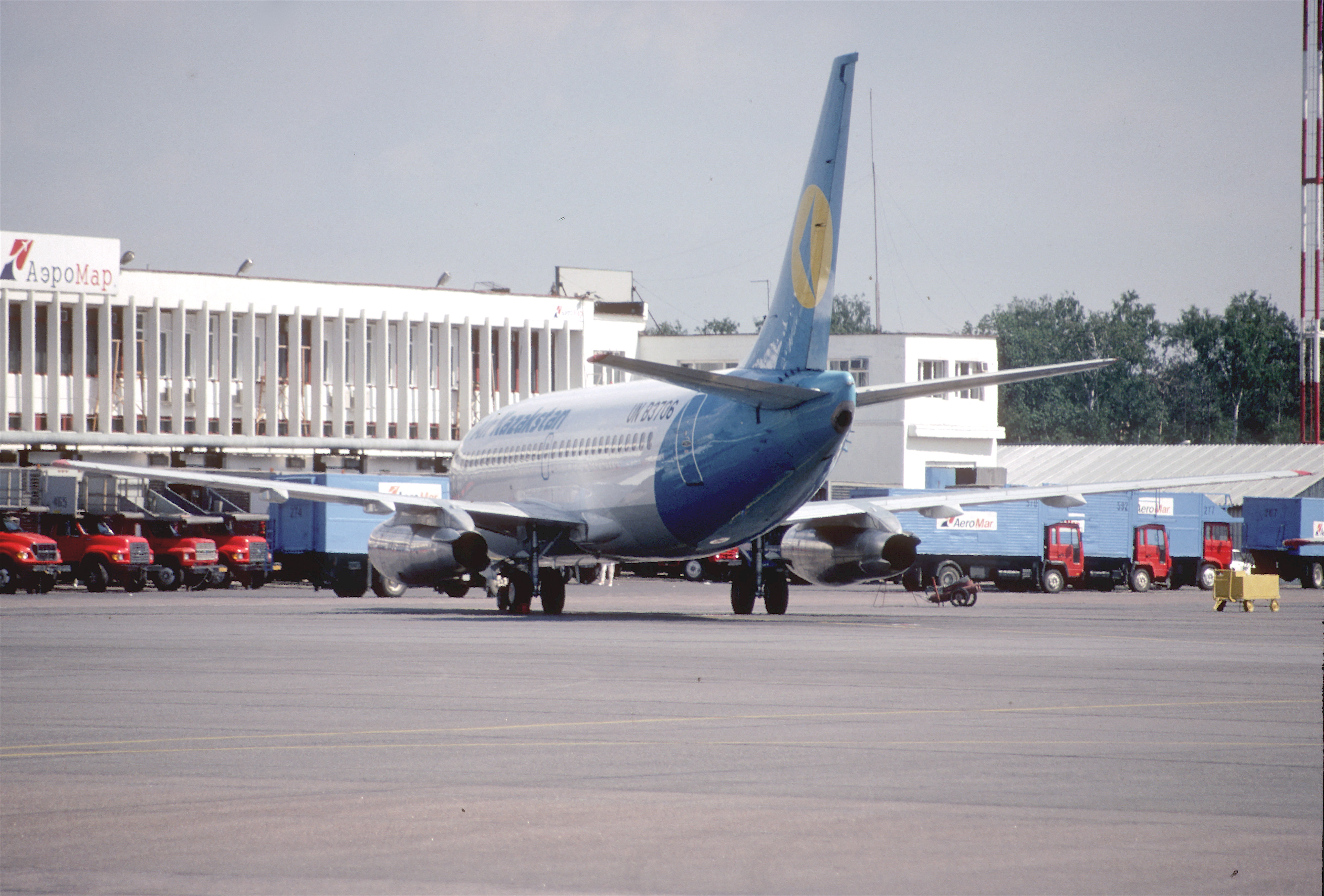

Доходы от авиаперевозок государственного ЗАО «Эйр Казахстан» в 2002 году увеличились по сравнению с предыдущим годом на 33 %. Чистая прибыль компании по итогам 2002 года составила 266,3 млн тенге (текущий 152/$1) против 2,4 млрд тенге за 2001 год.
Чистый доход ЗАО «Эйр Казахстан» в 2003 году по оперативным данным составил 3 528,6 млн тенге. Чистая прибыль «Эйр Казахстан» за 2003 год составила 765 млн тенге.

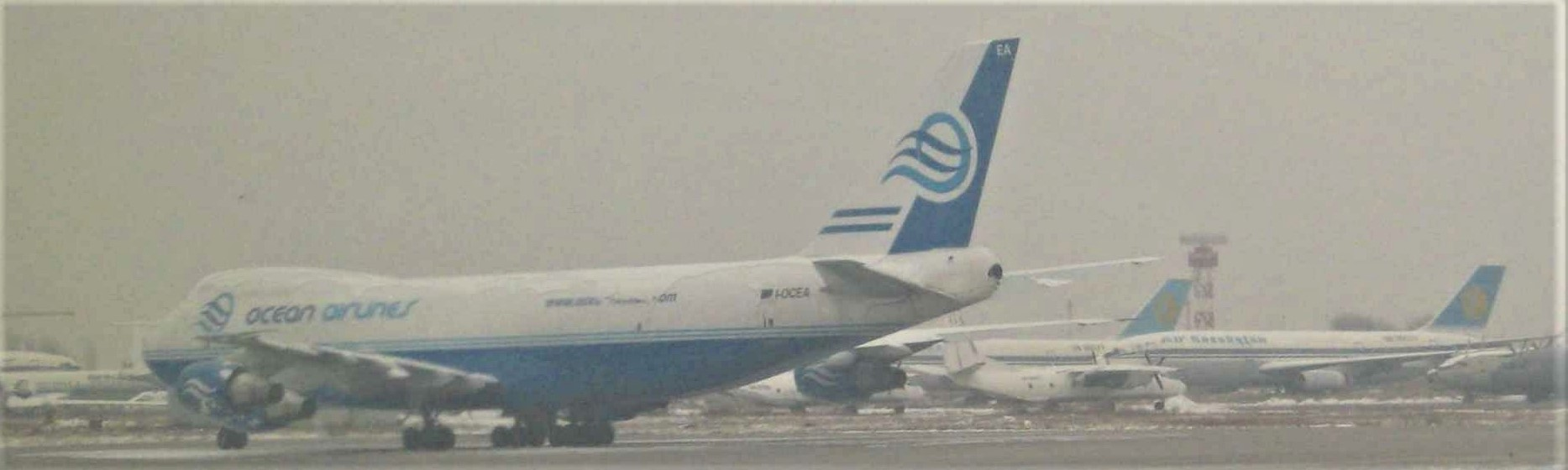
Декабрь 2007 года. Boeing 747-200F авиакомпании Ocean Airlines в аэропорту Алма-Аты, рядом на стоянке стоят суда ЗАО «Эйр Казахстан»